# Хмурич Теодор Миронович
Теодо́р Миро́нович Хму́рич (20 червня 1931, с. Бенева, нині  Тернопільського району, Тернопільська область — 22 січня 2014) — український музикант, хоровий диригент, самодіяльний художник. Заслужений працівник культури України (1967).

## Життєпис

Самодіяльний народний хор с. Добрівляни на Республіканському огляді-конкурсі, 1972 рік. Володар золотої медалі. Керівник — Теодор Хмурич

Від батька успадкував пристрасть до співу та малювання, з дитинства мріяв стати актором. У рідному селі організував хор.
З 1963 року проживав у Заліщиках. Працював художнім керівником районного будинку культури, директором дитячої музичної школи (1973—1993 роки), завідувачем районного відділу культури, керував чоловічою хоровою капелою «Гомін», чоловічим вокальним квартетом, жіночими тірольським оркестром та інструментальним ансамблем «Мелодія».
Багаторічний керівник народного самодіяльного хору «Добровляни» (понад 40 років, 11 пісень у виконанні колективу були записані на грамплатівку фірми «Мєлодія»).

## Доробок
Автор пісень
- «Вечір над Дністром»,
- «З Дністром прощаються лелеки»,
- «В полі дуб зелений» тощо,
- обробок українських народних пісень.